# Above the Tide
Above the Tide is het debuutalbum van de Brusselse band Recorders. Het album werd aangekondigd op 1 maart 2014 en uitgebracht op 15 september. Het werd gefinancierd door crowdfunding en opgenomen in Los Angeles, met Tony Hoffer als producer. Het artwork is gebaseerd op een foto van Jim Brandenburg.
De titel van het album is een verwijzing naar de uitdrukking to tide over.

## Tracklist
Alle muziek en teksten zijn geschreven door Recorders. 
| 1.                 | Kelly                 | 3:24 |
| 2.                 | Purple and Gold       | 4:21 |
| 3.                 | 85 MPH                | 4:34 |
| 4.                 | Alone in Reykjavík    | 3:24 |
| 5.                 | Colorimetric          | 3:34 |
| 6.                 | Beach                 | 3:34 |
| 7.                 | Wolf Drums            | 5:24 |
| 8.                 | Someone Else's Memory | 3:03 |
| 9.                 | Spring                | 4:51 |
| 10.                | Under the Waves       | 3:02 |
| 11.                | Link                  | 3:08 |
| 12.                | Yugen                 | 5:08 |
| 13.                | Dive                  | 4:39 |
| Totale duur: 52:07 |                       |      |